# Arthur Rosenfeld
Arthur Hinton Rosenfeld (Birmingham, Alabama, 22 de junho de 1926 – Berkeley, Califórnia, 27 de janeiro de 2017) foi um físico, professor e administrador estadunidense, conhecido por desenvolver novos padrões que ajudaram a melhorar a eficiência energética na Califórnia e, posteriormente, em todo o mundo.
Obteve um Ph.D. em 1954 na Universidade de Chicago, orientado por Enrico Fermi. A partir de 1954 foi professor de física da Universidade da Califórnia em Berkeley, e foi membro sênior do Laboratório Nacional de Lawrence Berkeley.
Seu trabalho ajudou a levar a avanços como luzes elétricas de baixa energia, como lâmpadas fluorescentes compactas, refrigeradores de baixa energia e janelas que retêm calor. Em sua luta contra o aquecimento global, ele economizou bilhões de dólares aos americanos em contas de eletricidade.
Morreu em 27 de janeiro de 2017, de pneumonia.

## Prêmios e condecorações
- Prêmio Enrico Fermi 2006
- Medalha Nacional de Tecnologia e Inovação 2011[6]